# الحديقة الجوراسية:عملية التكوين
الحديقة الجوراسية: عملية التكوين (بالإنجليزية:Jurssic Park: Operation Genesis) هي لعبة فيديو من نوع محاكاة البناء والإدارة تعتمد على سلسلة الحديقة الجوراسية. طورتها بلو تونغ إنترتينمنت ونشرتها يونيفرسال انتراكتيف ، مع نشر نسخ أجهزة الالعاب المنزلي بالاشتراك مع كونامي. تم إصدارها لأنظمة التشغيل ويندوز واكس بوكس وبلاي ستيشن 2. الهدف الأساسي للعبة هو إنشاء منتزه ديناصورات ذو خمس نجوم يُسمى الحديقة الجوراسية على جزر تم إنشاؤها بشكل مخصص من اللاعب، تتم العملية عن طريق تفريخ الديناصورات وبناء مناطق الجذب وإبقاء الزوار مستمتعين وضمان سلامة وآمان المنتزه.
بدأ تطوير اللعبة في عام 2001، واستمر التطوير لمدة 22 شهرًا. وتم الإعلان عن اللعبة في فبراير 2002، وكان من المقرر إصدارها مبدئيًا في أواخر عام 2002. لكن في النهاية، تم إصدار اللعبة في أمريكا الشمالية ومنطقة بال في مارس 2003، تلاها إصدار ياباني في وقت لاحق من ذلك العام. بالنسبة الى موقع ميتاكريتيك ، تلقت إصدارات الويندوز و اكس بوكس مراجعات "مختلطة أو متوسطة" التقييم، بينما تلقى إصدار بلاي ستيشن 2 مراجعات "ايجابية بشكل عام".

## الديناصورات
يوجد إجمالي 25 نوعًا من الديناصورات الموجودة في اللعبة، بعضها ظهر في الأفلام. تنقسم هذه الديناصورات إلى أربع مجموعات فرعية رئيسية. الحيوانات العاشبة الصغيرة مثل غاليميموس وباكيسيفالوصور من السهل العناية بها ولا تشغل مساحة كبيرة، ولكنها لا تحظى بشعبية كبيرة لدى زوار الحديقة. تحظى الحيوانات العاشبة الكبيرة مثل البراكيوصور والتريسيراتوبس بشعبية كبيرة لدى الزوار ولا تتطلب أسوارًا باهظة الثمن، ولكنها تحتاج إلى معروضات كبيرة وواسعة. اما بالنسبة لـ الحيوانات آكلة اللحوم الصغيرة مثل ديلوفوسورس وفيلوسيرابتور فأنها عمومًا لا تحتاج إلى إجراءات أمنية مشددة مثل نظيراتها الأكبر حجمًا، ولكنها لا تزال قادرة على إيذاء الزوار إذا هربوا من معروضاتهم. اما الحيوانات آكلة اللحوم الكبيرة مثل سبينوصور و التيرانوصور فهي تعد أكثر الديناصورات شهرةً في اللعبة، ولكنها بالمقابل تتطلب معروضات كبيرة ذات أسوار أمنية مشددة ومراقبة مستمرة وتكون عرضة للهياج عند التوتر.

## التطوير
تم تطوير اللعبة بواسطة شركة بلو تونغ انترتيمينت ، التي يقع مقرها في أستراليا. كانت قد أُعجبت شركة يونيفيرسال باللعبة السابقة للشركة والتي كانت بعنوان Starship Troopers: Terran Ascendancy (2000). وكانت شركة بلو تونغ من بين خمس شركات دولية أخرى تم النظر فيها. بدأ تطوير اللعبة في سنة 2001، واستمر لمدة 22 شهرًا. في وقت مبكر من التطوير، تم التخطيط لإدراج إجمالي 40 ديناصورًا في اللعبة. ولكن تم تخفيض هذا العدد لاحقًا إلى 25 ديناصورًا بسبب مشاكل في الجدولة، بالإضافة إلى قرار المطورين للتركيز أكثر على عدد من الديناصورات التي كانت معروفة جيدًا في سلسلة أفلام الحديقة الجوراسية . لذلك كانت الزواحف البحرية والتيروصورات من بين تلك التي تمت إزالتها من اللعبة. أجرى المطورون بحثًا في سلوك الديناصورات التي لم يتم تحديد سلوكها في الأفلام. وتقرر فيما بعد استخدام أصوات طيور لبعض الديناصورات التي لم تظهر في الأفلام.
تم الإعلان عن اللعبة لأول مرة باسم الحديقة الجوراسية: مشروع التكوين (Jurassic Park: Project Genesis) في 19 فبراير 2002، وكان من المقرر إصدار اللعبة في الربع الأخير من عام 2002. ولكن بعد 4 أشهر في 22 مايو، تم عرض لقطات في معرض الترفيه الإلكتروني (E3)، حيث كانت اللعبة بعنوان الحديقة الجوراسية: اللعبة (Jurassic Park: The game). دفعت شركة بلو تونغ انترتينميت ليكون هذا هو العنوان النهائي. وفي يونيو، تم تحديد موعد إصدار اللعبة في ديسمبر 2002.
كان من المخطط إضافة ديناصورات حديثة الولادة في منتصف مرحلة التطوير. ولكن تم إلغائها لأسباب تتعلق بالجدولة؛ ولتنفيذها كان يتطلب إنشاء نماذج جديدة و وذكاء الاصطناعي. كذلك تم إزالة عدة مباني مثل الفندق ومنصة الصيد وعيادة الديناصورات البيطرية من نموذج اللعبة النهائي بسبب قرارات تصميمية، فضلا عن قيود الذاكرة المحدودة على إصدارات مشغلات ألعاب الفيديو. كما تم تقليل عدد المهمات في طور الـ Missions، حيث في البداية كان العدد المخطط 12 .
عمل ستيفان شوتزه على موسيقى اللعبة وتم تكليفه بتأليف مقطوعة موسيقية تكون مشابهة لتلك التي كتبها جون ويليامز ، الذي قام بتأليف موسيقى فلمي الحديقة الجوراسية والعالم المفقود: الحديقة الجوراسية . في الاخير تمت كتابة عشرة مقطوعات موسيقية أصلية للعبة. تم أداؤهم جميعاً بواسطة أوركسترا ملبورن السيمفونية. وكانت هذه أول موسيقى أوركسترالية لألعاب الفيديو يتم تسجيلها في أستراليا. تم أيضًا تضمين مقطوعتان موسيقيتان لـ جون ويليامز في اللعبة.
في أكتوبر، تم الكشف عن العنوان الرسمي والأخير للعبة، مع تأجيل تاريخ الإصدار إلى الربع الأول من عام 2003. في ذلك الوقت، كان من المقرر إصدار نسخة نينتندو غيم كيوب من اللعبة في الربع الثالث من عام 2003 لكن في أبريل 2003، أكدت الشركة المطورة بلو تونغ أنه تم إلغاء إصدارها، حيث اختار فريق التطوير التركيز على إصدارات الكمبيوتر الشخصي، وبلاي ستيشن 2، واكس بوكس بدلاً من ذلك.

## الاستقبال
| استقبال |                                        |
| --- | -------------------------------------- |
| مجموع النقاط المجموع نقاط ميتاكريتيك (PS2) 75/100 [ 22 ] (PC) 72/100 [ 23 ] (Xbox) 69/100 [ 24 ] نتائج المراجعة نشرة نقاط إلكترونك غيمينغ مونثلي 7/10 [ 25 ] غيم إنفورمر (PS2) 8.75/10 [ 26 ] (Xbox) 8.25/10 [ 27 ] غيم برو [ 28 ] [ 29 ] غيم سبوت (PC) 7.2/10 [ 30 ] 7/10 [ 31 ] غيم سباي [ 32 ] [ 33 ] غيم زون (PS2) 8/10 [ 34 ] (Xbox) 7.5/10 [ 35 ] (PC) 6.3/10 [ 36 ] آي جي إن 5.9/10 [ 37 ] [ 38 ] مجلة بلاي ستيشن الرسمية (الولايات المتحدة) [ 39 ] مجلة إكس بوكس الرسمية (الولايات المتحدة) 6/10 [ 40 ] بي سي غيمر (الولايات المتحدة) 70% [ 41 ] |                                        |
| مجموع النقاط |                                        |
| المجموع | نقاط                                   |
| ميتاكريتيك | (PS2) 75/100 (PC) 72/100 (Xbox) 69/100 |
| نتائج المراجعة |                                        |
| نشرة | نقاط                                   |
| إلكترونك غيمينغ مونثلي | 7/10                                   |
| غيم إنفورمر | (PS2) 8.75/10 (Xbox) 8.25/10           |
| غيم برو | [ 28 ] [ 29 ]                          |
| غيم سبوت | (PC) 7.2/10 7/10                       |
| غيم سباي | [ 32 ] [ 33 ]                          |
| غيم زون | (PS2) 8/10 (Xbox) 7.5/10 (PC) 6.3/10   |
| آي جي إن | 5.9/10                                 |
| مجلة بلاي ستيشن الرسمية (الولايات المتحدة) | [ 39 ]                                 |
| مجلة إكس بوكس الرسمية (الولايات المتحدة) | 6/10                                   |
| بي سي غيمر (الولايات المتحدة) | 70%                                    |

باعت اللعبة ما يزيد عن 400 الف نسخة في جميع أنحاء العالم بحلول عام 2008. وحصلت كذلك في على الجائزة "الفضية" للمبيعات من جمعية ناشري برامج الترفيه والتسلية، مما يشير إلى مبيعات لا تقل عن 100,000 نسخة في المملكة المتحدة.